# Brampton-Nord (circonscription provinciale)
Circonscription électorale provinciale du Canada
Brampton-Nord ((en) Brampton North) est une circonscription provinciale de l'Ontario représentée à l'Assemblée législative de l'Ontario depuis 2018. 
Une circonscription du même nom a également été représentée de 1987 à 1999.

## Géographie
Située au nord de Toronto, la circonscription consiste en une partie de la ville de Brampton dans la municipalité régionale de Peel.
Les circonscriptions limitrophes sont Brampton-Est, Brampton-Centre, Brampton-Ouest et Dufferin—Caledon.  

## Historique
| Législature                                                                                                   | Années        | Député | Député            | Parti                     |
| --- | ------------- | ------ | ----------------- | ------------------------- |
| Brampton-Nord                                                                                                 |               |        |                   |                           |
| 34e | 1987-1990     |        | Carman McClelland | Libéral                   |
| 35e | 1990-1995     |        | Carman McClelland | Libéral                   |
| 36e | 1995-1999     |        | Joe Spina         | Conservateur              |
| Circonscription dissoute parmi Bramalea—Gore—Malton—Springdale, Brampton-Centre et Brampton-Ouest—Mississauga |               |        |                   |                           |
| Circonscription issue de Bramalea—Gore—Malton, Brampton—Springdale et Brampton-Ouest                          |               |        |                   |                           |
| 42e | 2018-2022     |        | Kevin Yarde       | Néo-démocrate             |
| 42e | 2022-2022     |        | Kevin Yarde       | Indépendant               |
| 43e | 2022-2025     |        | Graham McGregor   | Progressiste-conservateur |
| 44e | 2025-en cours |        | Graham McGregor   | Progressiste-conservateur |

## Circonscription fédérale
Depuis les élections provinciales ontariennes du 4 octobre 2007, l'ensemble des circonscriptions provinciales et des circonscriptions fédérales sont identiques.